# Burg Lichtenberg (Oberstenfeld)

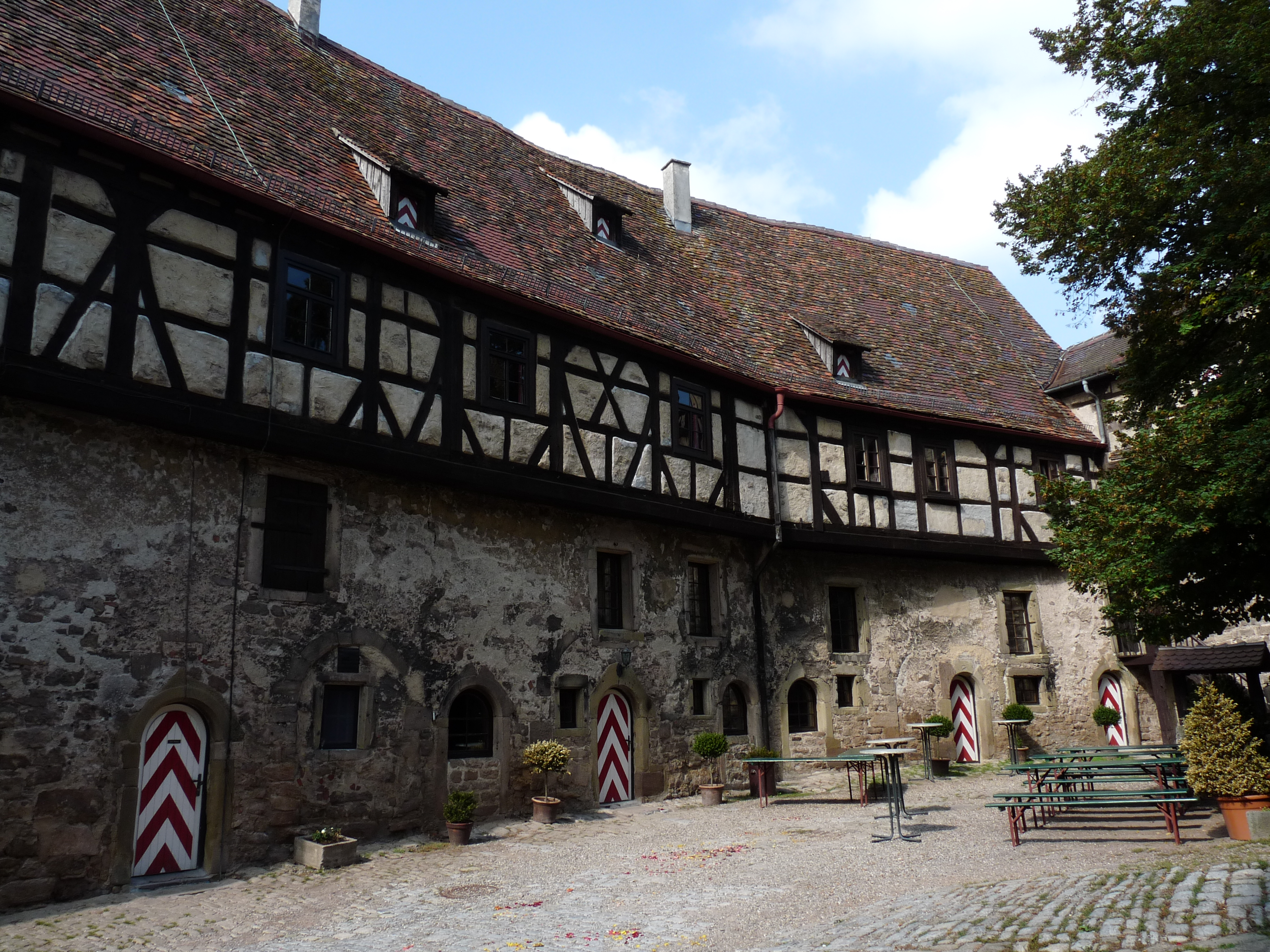
Burghof

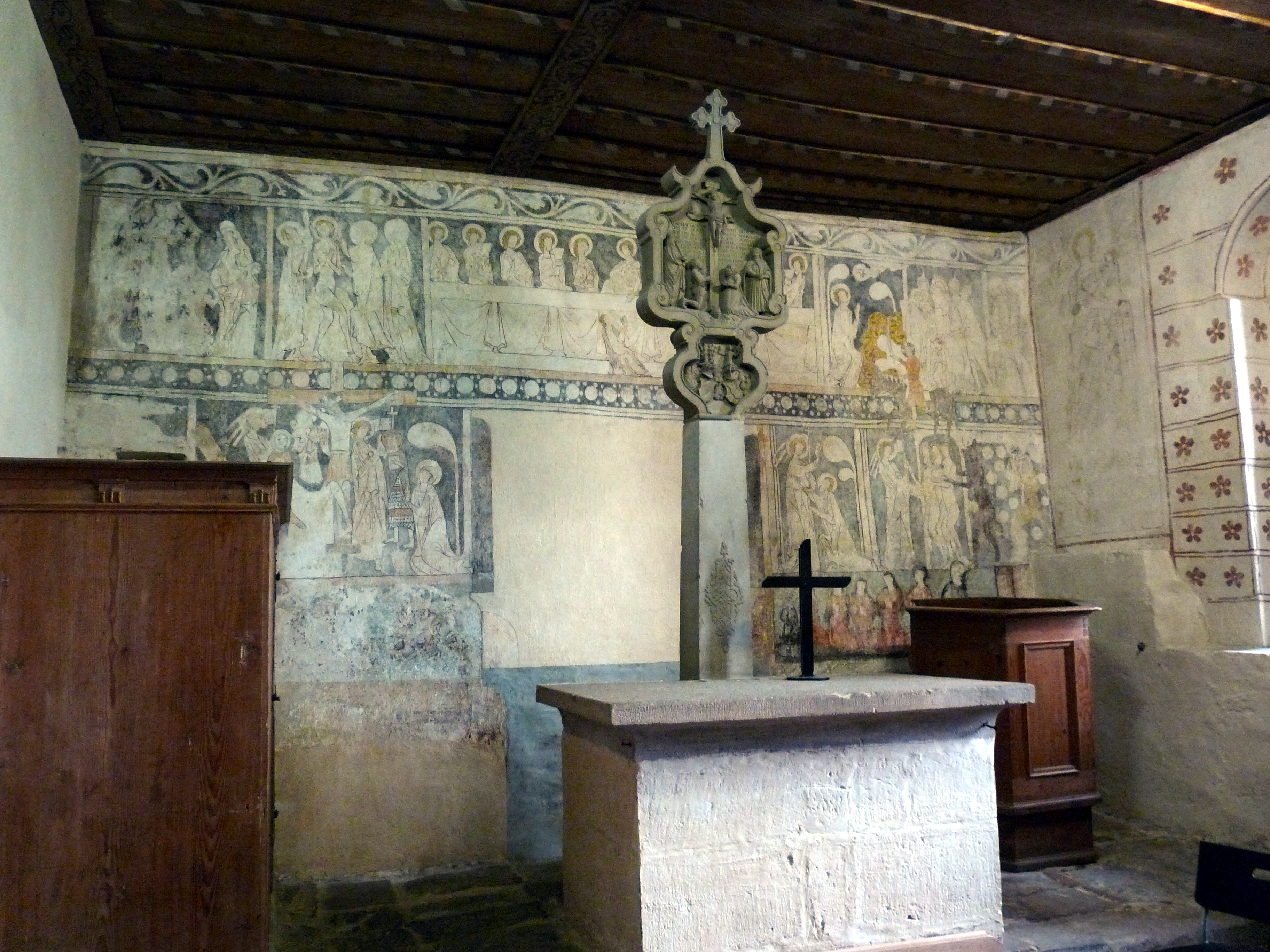
Burgkapelle

Die Burg Lichtenberg ist eine Höhenburg auf der Gemarkung Oberstenfeld über der Gemeinde Oberstenfeld im baden-württembergischen Landkreis Ludwigsburg. Die Burg gilt als Wahrzeichen des Bottwartales und als eine der besterhaltenen stauferzeitlichen Burgen Deutschlands. Sie ist bewohnt und beherbergt ein nur zu besonderen Anlässen geöffnetes Restaurant.

## Geschichte
1197 wird die Burg Lichtenberg erstmals urkundlich erwähnt. Die Besitzer, ab 1297 sich nachweislich Hummel von Lichtenberg nennend, führten das gleiche Wappen wie die Herren von Heinriet und die Hacken zu Hoheneck aus Hoheneck. Im 13. Jahrhundert beherrschten die Lichtenberger ein kleines Territorium um Großbottwar. Die Familie ist nicht zu verwechseln mit dem fränkischen Adelsgeschlecht Lichtenberg sowie dem elsässischen Adelsgeschlecht Lichtenberg, die beide dem Hohen Adel zuzurechnen sind. 
Hermann II. Hummel von Lichtenberg war Kanzler Ludwigs des Bayern und 1333 bis 1335 Bischof von Würzburg. 1322 war Albrecht Hummel von Lichtenberg am Sieg Ludwigs des Bayern über das Heer Friedrichs des Schönen von Österreich in der Schlacht bei Mühldorf am Inn beteiligt. Diese Schlacht gilt als die letzte Ritterschlacht auf deutschem Boden. 1357 verkaufte Albrecht Hummel von Lichtenberg aus Geldnot heraus Herrschaft und Burg an Graf Eberhard den Greiner aus dem aufstrebenden Haus Württemberg. 1407 erloschen die schwäbischen Lichtenberger. 1361 trug Württemberg Burg und Dorf der Krone Böhmens zu Lehen auf. Die Lehensherrschaft bestand bis 1805. 
1483 belehnt Graf Eberhard im Bart den württembergischen Landhofmeister Dietrich von Weiler vom nahegelegenen Schloss Weiler mit der Burg als Afterlehen. Die Burg befindet sich seither im Besitz der Freiherren von und zu Weiler. Der 2019 geplante Verkauf an eine von Gemeinde, Kreissparkasse und Landkreis getragene Stiftung wurde nicht durchgeführt, stattdessen will der Burgherr nun zusammen mit einem Investor eine Gesellschaft gründen.

## Heutige Bedeutung
Burghof, Bergfried und Kapelle sind von April bis November an Sonntagen öffentlich zugänglich, bei Abwesenheit des Burgherren auch der Palas. Nach Absprache können auf der Burg Hochzeiten und andere Feiern abgehalten werden. Eine Trauung in der Kapelle ist ebenfalls möglich. Zur Burg gehört auch der Weinberg zu ihren Füßen.
Die nie zerstörte Höhenburg stammt aus der Zeit um 1200 mit spätromanischem Palas. Die Burgkapelle (1220 bis 1230) weist Wandmalereien aus der Entstehungszeit und um 1350 auf, der Torbau ist gotisch.
Das heutige Erscheinungsbild stammt hauptsächlich aus dem 15. Jahrhundert, da die Familie Weiler zu diesem Zeitpunkt einen großen Umbau vornehmen ließ.
Die Burg wurde 1945 gegen Ende des Zweiten Weltkriegs durch Artilleriebeschuss beschädigt und 1956 grundlegend renoviert.

## Anlage
Die Burg wird über eine heute steinerne Brücke und einen Torvorbau, der von einem Torhaus flankiert wird, betreten. Durch einen Torzwinger erreicht man das Innentor der Anlage, über dem sich die Kapelle mit freigelegten Wandmalereien befindet, bei denen die ältesten Werke aus dem 13. Jahrhundert stammen. Der etwa 30 Meter hohe, heute mit einem Dach versehene Bergfried überragt auf der Angriffsseite die kleine Anlage. Der Hocheingang zum Bergfried befindet sich in rund 8 m Höhe und ist vom zweiten Obergeschoss des Palas über einen Holzsteg erreichbar. Eine Holztreppe im Innern des Turms führt über 112 Stufen zur Aussichtsgalerie, von der sich ein guter Rundumblick bietet. 

Der enge Burghof wird vom Palas auf der Talseite begrenzt und ist durch eine Holzbrücke zu erreichen. Nördlich verläuft die Ringmauer mit einem Uhrentürmchen und dem Wehrgang zu einem nordöstlich über Eck stehenden rechteckigen niedrigen Turm. Im Glockenturm befinden sich zwei Glocken von Johann Georg Rohr (1704) und seinem Sohn Johann Daniel Rohr (1731).

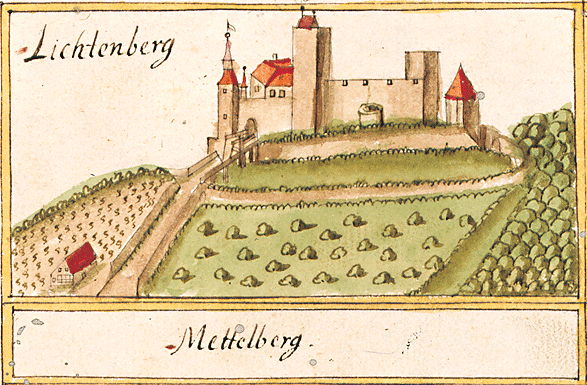
Ansicht von Andreas Kieser aus dem 17. Jahrhundert
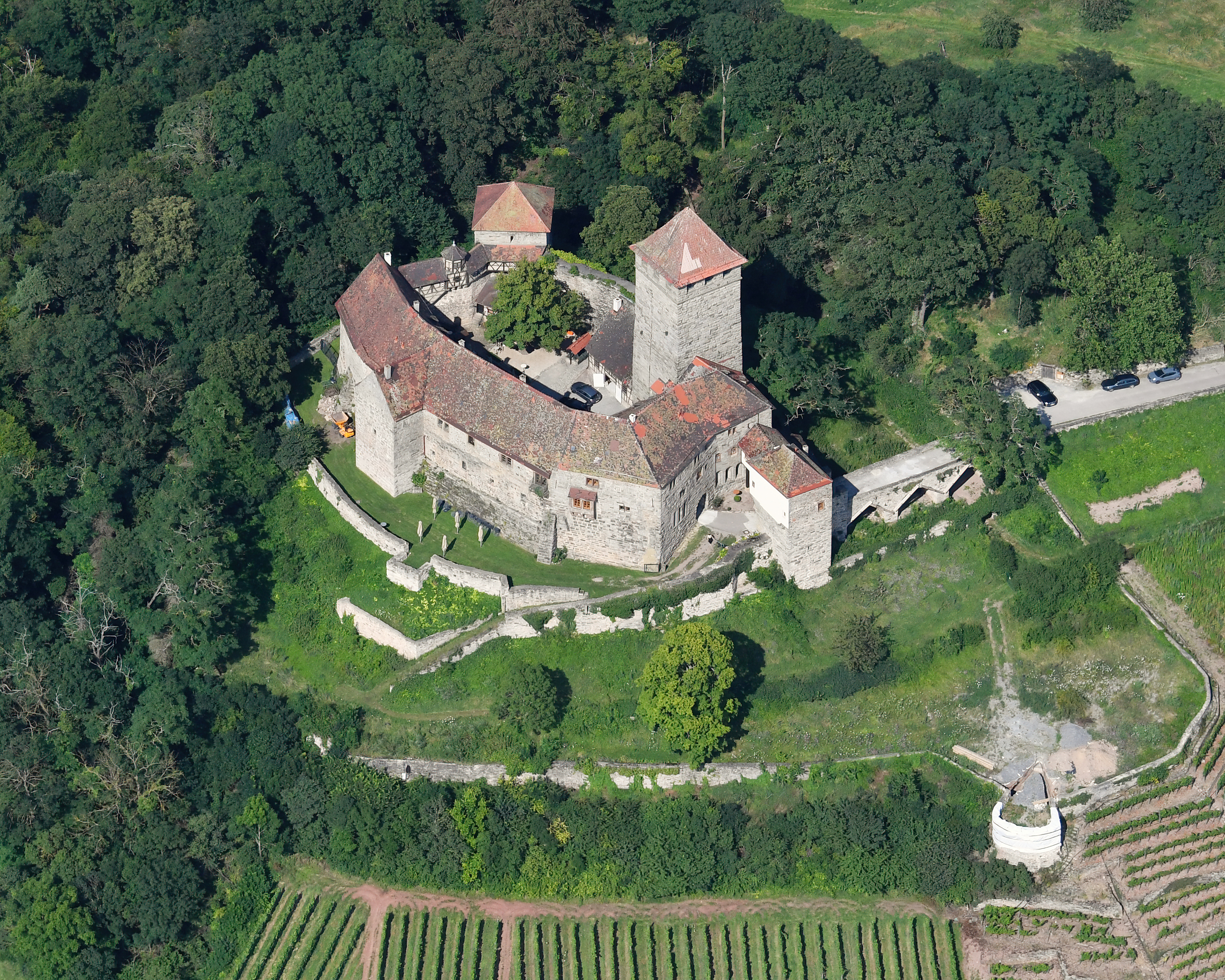
Burg Lichtenberg aus der Luft gesehen
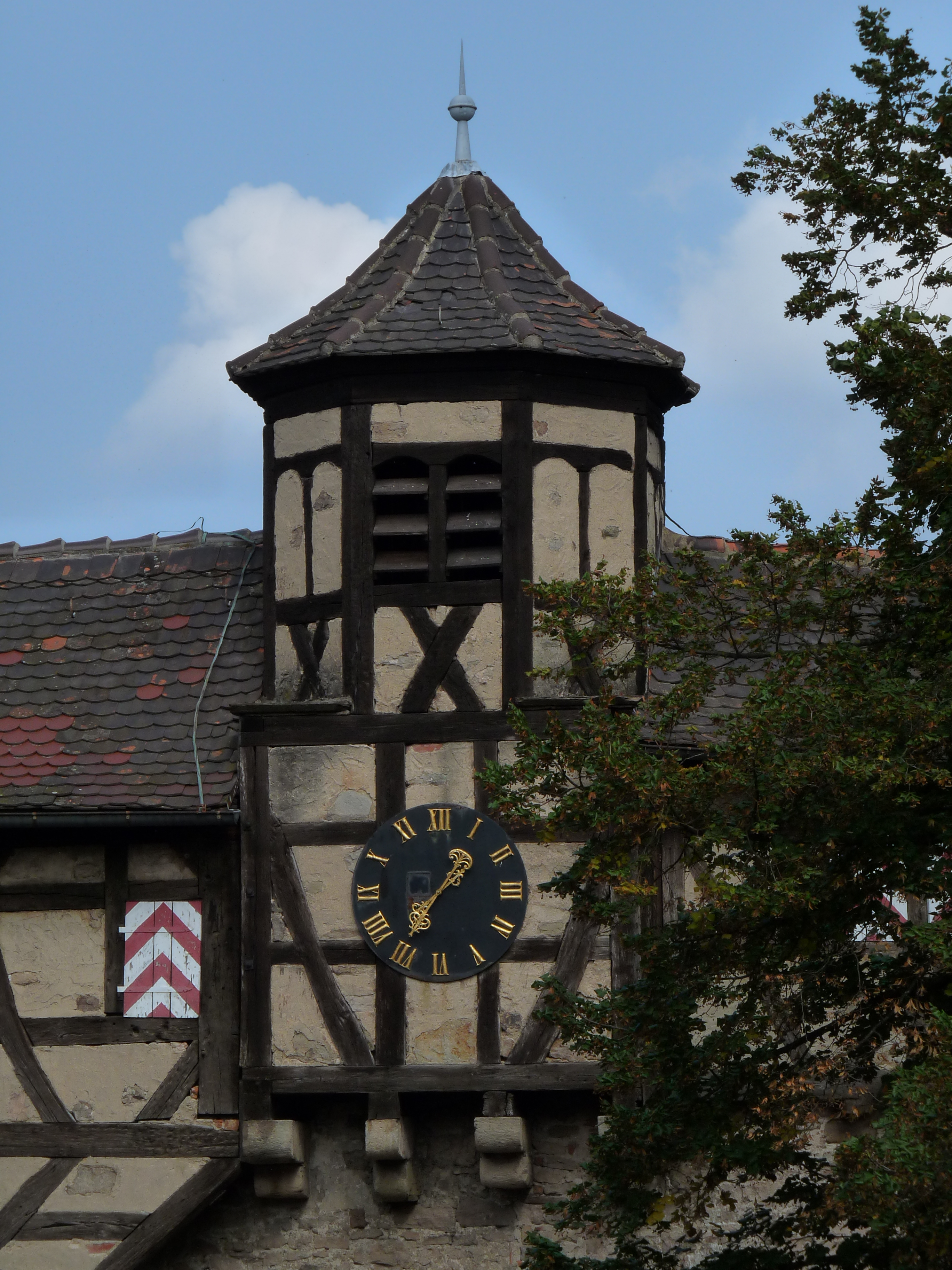
Uhr- und Glockenturm
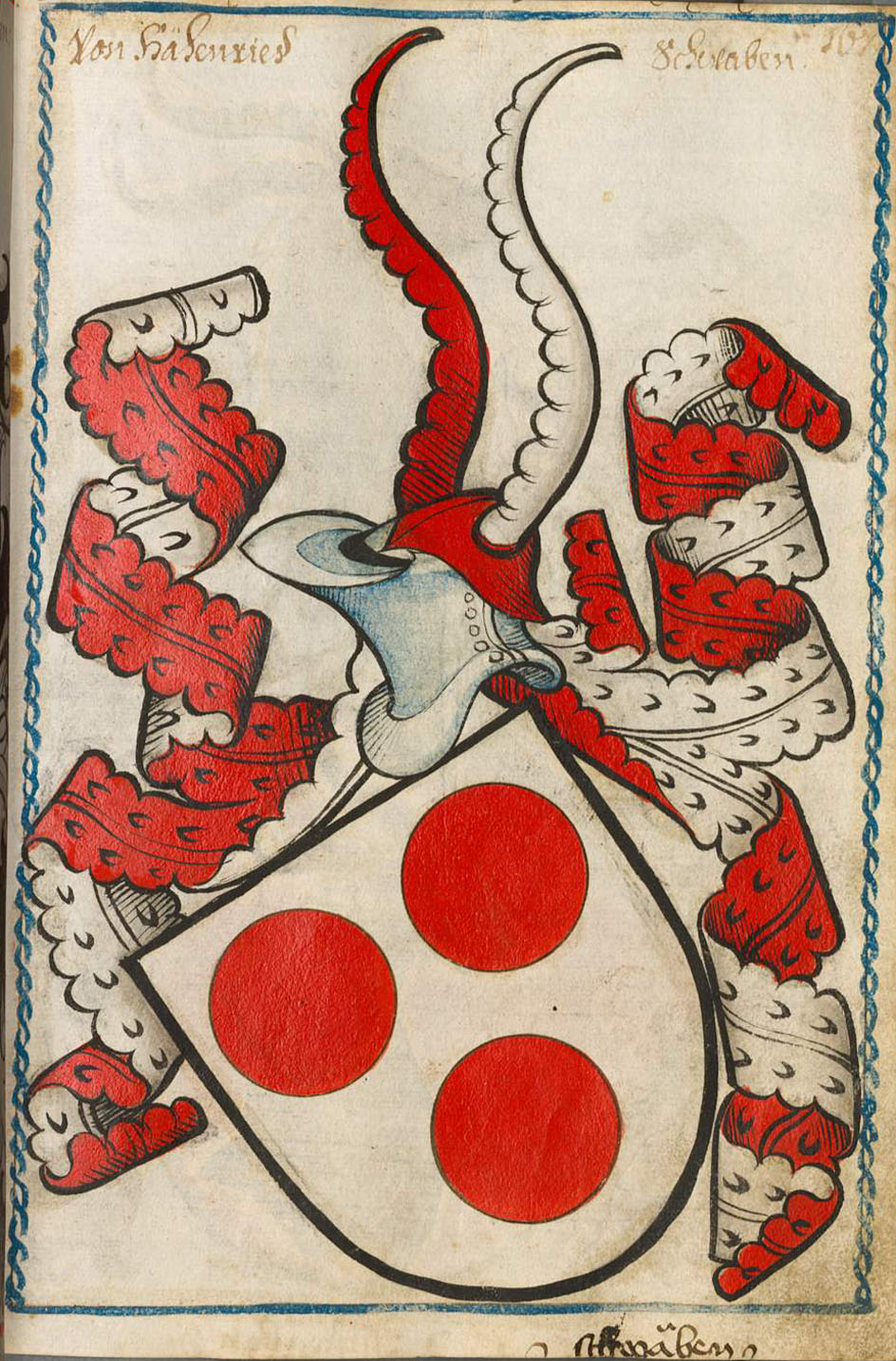
Wappen derer von Heinriet